# Gallicchio
Gallicchio è un comune italiano di 767 abitanti della provincia di Potenza in Basilicata.
Alcuni studiosi ipotizzano che il nome abbia origine da "Gallus ictus" ossia "gallo che lancia", in quanto sullo stemma comunale campeggia  un gallo che impugna con la zampa destra una freccia nell'atto di lanciarla. Altri ritengono che derivi dal greco "Calloi Ai Coi" che significa "belle case" oppure da "Allòi Oicoi" ossia "altre case".

## Geografia fisica
Sorge a 730 m s.l.m. in Val d'Agri nella parte centro-meridionale della provincia.
Confina con i comuni di: Missanello (9 km), Guardia Perticara (12 km), Armento (15 km), San Martino d'Agri (18 km), San Chirico Raparo (21 km) e Roccanova (24 km).

## Storia

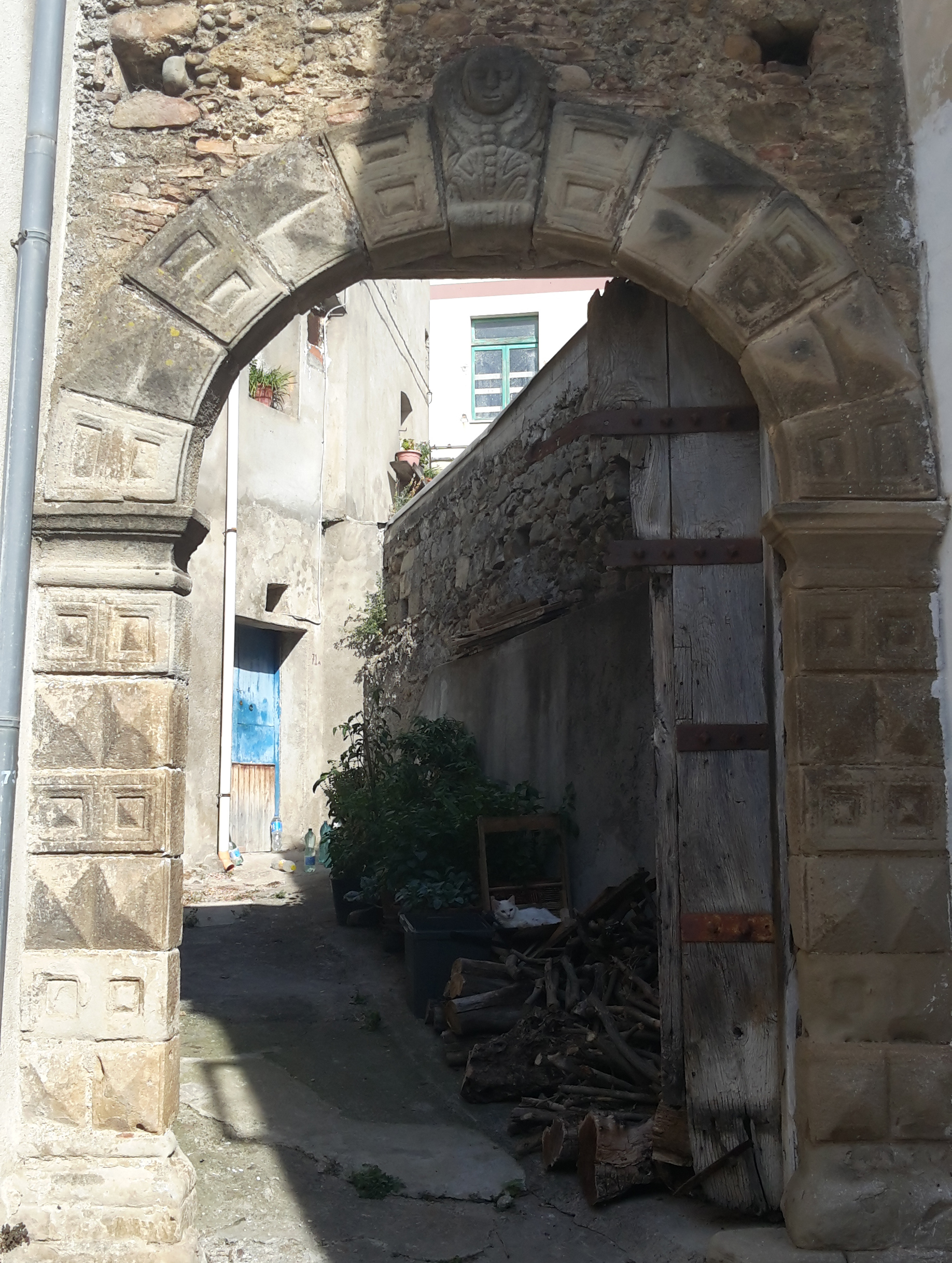
Gallicchio

Il rinvenimento di un cofanetto di monete in località Gallicchio Vetere attesta la presenza di un antico abitato già nel III secolo a.C. e l'attuale paese trarrebbe origine proprio dalla distruzione di Gallicchio Vetere ad opera dei Saraceni, che costrinsero gli abitanti a trovare rifugio nelle grotte scavate nella roccia lungo il fosso detto "dei Monaci".
Le prime notizie storicamente certe sull'esistenza del paese attuale si hanno solo dopo l'anno 1000. Nel 1059 si celebrò il primo concilio di Melfi, capitale della Contea di Puglia, presieduto dal papa Niccolò II, il quale intervenne su alcune strutture del clero della Basilicata. L'arcivescovo di Acerenza Godano ebbe l'incarico di latinizzare le chiese che nell'antico Tema di Lucania si dichiaravano soggette alla chiesa greca. Con una bolla del giugno del 1060 affidò al vescovo Arnaldo di Tricarico 12 monasteri, tra cui anche il "Monasterium Gallicclum", insieme ai vicini monasteri di Missanello, di Palumbara e di Galaso (in territorio di Armento) e di San Vitale presso Guardia Perticara.
Gallicchio diventa Comune tra il 1807 e il 1808 e partecipa ai moti antiborbonici e a quelli risorgimentali. Dopo l'Unità d'Italia viene gradualmente interessato dal fenomeno dell'emigrazione, a causa dell'assenza di lavoro, prima verso gli Stati Uniti e l'Australia, in seguito verso il Nord Italia. Questa tendenza si è consolidata negli anni, al punto che dal 1991 al 2021 si è passati da 1 130 abitanti a 824.

## Monumenti e luoghi d'interesse
- Chiesa di SS.Maria Assunta
- Chiesa di San Giuseppe
- Chiesa di San Rocco e rione omonimo
- Cappella della Madonna del Carmelo
- Cappella della Madonna delle Grazie
- Palazzo Mazziotta
- Palazzo Baronale

## Società

### Evoluzione demografica
Abitanti censiti